# Харип
Харипът (Alosa caspia) е вид лъчеперка от семейство Селдови (Clupeidae). Видът е незастрашен от изчезване.

## Разпространение
Разпространен е в Азербайджан, Иран, Казахстан, Русия и Туркменистан.

## Описание
Продължителността им на живот е около 7 години.